# عبدالحسین نوشین
سید عبدالحسین نوشین خراسانی (۲۱ بهمن ۱۲۸۵ – ۱۲ اردیبهشت ۱۳۵۰) نمایش‌نامه‌نویس، کارگردان تئاتر و شاهنامه‌پژوه ایرانی و از مصححان شاهنامه مشهور به تصحیح مسکو بود.
عبدالحسین نوشین از نخستین افرادی بود که دستاوردهای تئاتر غرب را با خود به ایران آورد و نسلی را آموزش داد که باقیمانده‌های آنها نسل‌های بعد تئاتر را تربیت کردند.

## زندگی
نوشین در تربت حیدریه به دنیا آمد. پدرش، محمد باقر نوشین معروف به سلطان الذاکرین از واعظان خوش صدا بود.
پس از دوران تحصیل ابتدایی، در مدرسه فرانسوی سن‌لوئی ادامه تحصیل داد و به هنگام دریافت دیپلم، نامش در فهرست صدنفره محصلان اعزامی به خارج ثبت شد. در فرانسه با آن‌که قرار بود تاریخ و جغرافیا بخواند، به تولوز رفت و در مدرسه تئاتر نام نوشت و از همین رو هزینه تحصیلی‌اش قطع شد و به ایران بازگشت.
او چند سال بعد، با عرضه یکی دو نمایش و انتشار یک فرهنگ فارسی به فرانسه، مبلغی فراهم کرد و دوباره به اروپا بازگشت. پس از بازگشت از این سفر بود که کار جدی نمایشی خود را آغاز کرد.
برگزاری هزاره فردوسی با حضور ایران‌شناسان غربی، فرصت خوبی برای نوشین فراهم آورد و توانست سه نمایش‌نامه را با الهام از شاهنامه، در برابر آنان روی صحنه ببرد. در همین سال با همکاری همسرش، لرتا، تئاتر فردوسی را بنیاد نهاد.
نوشین سفر دیگری هم به اروپا داشت. در آغاز در جشنواره تئاتر مسکو شرکت کرد و بعد، در آستانه جنگ جهانی دوم رهسپار فرانسه شد و تحصیلات خود را در زمینه تئاتر، زبان و ادبیات فرانسه ادامه داد. فعالیت‌های سیاسی (عضویت در حزب توده ایران) برای او، زندان و تبعید و فرار را در سال‌های بعد در پی داشت.

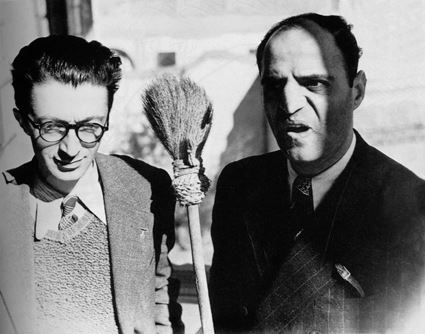
عبدالحسین نوشین و صادق هدایت در تهران، ۱۳۲۶ خورشیدی

با بازشدن فضای فرهنگی، نوشین نیز زمینه‌های هموارتری برای عرضه نمایش‌های خود پیدا کرد و گام‌های بلندی در آشنایی جامعه ایران با تئاتر جهانی برداشت. اما با تیراندازی به محمدرضا پهلوی، پادشاه آن دوران، در سال ۱۳۲۷ کار یک‌سره شده و نوشین یک‌بار دیگر همراه با گروهی از هم‌اندیشان خود به زندان افتاد. از همان زندان، از طریق ملاقات‌های هفتگی با همسرش، گروه تئاتری خود را در اجرای نمایشنامه‌ها هدایت کرد. او از جمله رهبران و کادرهای حزب توده ایران بود که از زندان قصر گریختند. نوشین پس از فرار از زندان راهی اتحاد جماهیر شوروی وقت شد.
نام نوشین به عنوان بزرگ‌ترین کارگردان و هنرپیشه بی‌رقیب کشور ما طنینی عظیم یافت. در این تئاترها، نوشین مستنطق، پرنده آبی (اثر موریس مترلینک)، مونسراً، توپاز، بادبزن خانم ویندیرمیر، نوکرخان لنکران و غیره را به صحنه آورد؛ ولی نمایش‌نامه انقلابی خروس سحر را که خود او نوشته و در مجله مردم منتشر کرده بود، هرگز به صحنه نیاورد. این نمایش‌نامه ملهم از نمایش‌نامه‌های اجتماعی ماکسیم گورکی است.
تئاتر فرهنگ را نوشین در دوران آزادی خود شخصاً اداره می‌کرد، ولی تئاتر سعدی به هنگامی دایر شد که نوشین در زندان بود و به هدایت این تئاتر از دور اکتفا می‌ورزید. گروه تئاتری او سرشار از احترام و اطاعت نسبت به او بود.
در مسکو به تصحیح شاهنامه در هشت جلد و فراهم‌آوردن واژه‌نامهٔ دقیقی برای آن و ترجمه بسیاری از قصه‌ها و نمایشنامه‌های برجسته جهانی مشغول شد و از دانشکده ادبی گورکی مسکو درجه دکتری دریافت کرد.
نوشین بر اثر بیماری سرطان معده در سه شنبه ۱ مه ۱۹۷۱، ۱۲ اردیبهشت ۱۳۵۰ در بیمارستان مسکو درگذشت.

## آثار
ترجمه‌ها:
- بانو با سگ ملوس (آنتوان چخوف)، و چند داستان از نویسندگان شوروی
- حکایت غم بار، چخوف
- داستان‌های برگزیده از چخوف، چاپ رادوگای مسکو
- سه داستان عاشقانه، ایوان تورگنیف
- عشق بی پایان، لئو تولستوی
- نخستین عشق، ایوان تورگنیف
- هیاهوی بسیار برای هیچ، ویلیام شکسپیر
- کمدی در پنج پرده، بن جانسون، ویرایش رومن رولان و اشتفن تسوایک
- اتللو، شکسپیر، برگردان شعرها از نیما یوشیج
- پرندهٔ آبی، موریس مترلینک
- روسپی بزرگوار، ژان پل سارتر
- اصول علم اقتصاد، کارل مارکس
- مزد، بها، سود، کارل مارکس
- مانیفست حزب کمونیست، مارکس و انگلس
- در اعماق اجتماع، ماکسیم گورکی، چاپ شده در ماهنامهٔ پیام نو

داستان‌ها:
- نمایشنامهٔ خروس سحر، و داستان‌های: میرزا محسن، استکان شکسته، خان و دیگران (بازگردان به زبان آلمانی با دیباچهٔ بزرگ علوی)
- مجموعهٔ داستان‌های نوشین (با دیباچهٔ یوگنی ادواردویچ برتلس)
- مجموعه داستان کوتاه خان و دیگران (با مقدمه، نقد و تعلیقات سید مسعود هاشمی کاسوایی-حسین کریمی جعفری)، تهران، انتشارات سیب سرخ ۱۳۹۹

کارهای آکادمیک و پژوهشی:
- واژه‌نامک: فرهنگ واژه‌های دشوار شاهنامه، عبدالحسین نوشین، تهران، انتشارات معین، ۱۳۸۵
- سخنی چند دربارهٔ شاهنامه